# Xanthène

Le xanthène est un composé organique tricyclique constitué d'un cycle de pyrane entouré de deux cycles benzéniques.
Par extension, on appelle xanthènes les dérivés substitués du xanthène. Ces composés sont la base d'une famille de colorants comme la fluorescéine, les éosines ou les rhodamines. Les colorants de type xanthène ont tendance à être fluorescents, brillant et varient du jaune à rose rouge-bleuté tout en passant  par le rose. Beaucoup de colorants xanthène peuvent être préparés par condensation des dérivés de l'anhydride phtalique sur les dérivés de la résorcine ou du 3-aminophénol.

Le xanthène se dissout bien  dans des solvants comme le benzène, l'éther diéthylique ou le chloroforme, mais assez mal dans l'éthanol et pas du tout dans l'eau.
Il est possible de synthétiser le xanthène par hydrogénation catalytique de la xanthone (avec comme catalyseur le zinc). Une oxydation permet de réobtenir la xanthone.